# Piriona fasciculata
Piriona fasciculata là một loài ruồi trong họ Tachinidae.